# Etree-Wamin Churchyard
Etree-Wamin Churchyard is een begraafplaats gelegen in de Franse plaats Estrée-Wamin (Pas-de-Calais). De militaire graven worden onderhouden door de Commonwealth War Graves Commission.
De begraafplaats telt geen geïdentificeerde graven: one unknown WW1 grave.